# Internationella prövningsordningen
Internationella prövningsordningen (IPO) är en hundsport, den internationella motsvarigheten till bruksprov med regler som är gemensamma för alla nationella kennelklubbar som är anslutna till den internationella kennelfederationen Fédération Cynologique Internationale (FCI). I Sverige går proven under beteckningen IPO/BHP, där BHP står för Brukshundprov. Detta innebär ingen skillnad i hur proven går till. Däremot är proven i Sverige endast öppna för de brukshundraser som Svenska Brukshundklubben (SBK) har avelsansvar för, medan det internationellt är tillåtet för alla raser att delta. Prov ordnas framförallt av de rasklubbar som är anslutna till SBK.

## IPO/BHP
IPO delas in i tre moment: spår, lydnad och skydd. För varje moment utdelas maximalt 100 poäng, det vill säga totalt högst 300 poäng. Proven finns i tre klasser. För att få delta i klass ett måste hunden först ha genomgått ett tillgänglighetsprov och när det godkänts ett särskilt behörighetsprov (BH). För skyddsmomentet krävs en särskild tävlingslicens för hundar som inte är godkända tjänstehundar.
I spårmomentet ska hunden följa spårläggarens fotspår med stor precision, det finns 2-6 st apporter som hunden då ska markera.
I lydnadsmomentet ska en hundförare gå ett visst program med hunden, medan en annan har platsliggning. Därefter byter förarna med varandra. I programmet ingår även apport. Då kastar hundföraren en specialutformad apportbock som hunden ska hämta. Hunden får då även klättra över ett A-hinder och hoppa över ett hopphinder för att hämta föremålet.
I skyddsmomentet ska hunden runda sex värn. I det sjätte står en figurant, en människa med en skyddsärm i jute på sig, och väntar. Hunden ska då bevaka denna figurant och visa att den samtidigt klarar av att lyda och avvärja eventuella flyktförsök från figuranten.

## BSL och BSP
För tävlande som inte uppfyller kraven för att få tävla i skydd finns i Sverige två grenar utan detta moment: BSL (Brukshundprov Spår/Lydnad) och BSP (Brukshundprov Spår) med i övrigt samma klasser och regler som för IPO.

## IPO-FH
IPO-FH är ett internationellt spårhundprov utan klassindelning.

## IPO-R
Utöver ovanstående prov finns IPO-R för räddningshundar, där hundarna skall söka (utan utlagda spår) efter gömda personer eller spåra efter person. Utöver det inledande obligatoriska lämplighetsprovet (tillämpas ej i Sverige) finns fem grenar, varav tre arrangeras av Svenska Brukshundklubben. Dessa tre är spårprov (RH-F), ytsökprov (RH-FL) och ruinprov (RH-T) som vardera finns i två klasser, A och B som är den högsta klassen. Utöver dessa finns även klass V som är ett inträdesprov. Alla tre grenarna är öppna för alla hundar. Härutöver finns ytterligare två grenar som inte arrangeras av SBK: lavinprov och vattenprov. Det är i stort sett samma regler i Sverige som internationellt så det finns goda möjligheter att göra prov utomlands. I Sverige finns nationella och internationella IPO-R prov, SM och uttagning sker till VM och Lag-VM. IRO och FCI är de organisationer som står bakom de internationella delarna och reglerna.